# Črnomelj
Črnomelj (njemački: Tschernembl) je grad i središte istoimene općine u jugoistočnoj Sloveniji u blizini granice s Hrvatskom, najveće je mjesto u Beloj Krajini. Grad pripada pokrajini Dolenjskoj i statističkoj regiji Jugoistočna Slovenija. 

## Stanovištvo
Prema popisu stanovništva iz 2002. godine Črnomelj je imao 5.854 stanovnika.

### Kretanje broja stanovnika
| Broj stanovnika po godinama | Broj stanovnika po godinama | Broj stanovnika po godinama | Broj stanovnika po godinama | Broj stanovnika po godinama | Broj stanovnika po godinama | Broj stanovnika po godinama | Broj stanovnika po godinama | Broj stanovnika po godinama | Broj stanovnika po godinama | Broj stanovnika po godinama | Broj stanovnika po godinama | Broj stanovnika po godinama | Broj stanovnika po godinama |
| --------------------------- | --------------------------- | --------------------------- | --------------------------- | --------------------------- | --------------------------- | --------------------------- | --------------------------- | --------------------------- | --------------------------- | --------------------------- | --------------------------- | --------------------------- | --------------------------- |
| 1869.                       | 1880.                       | 1890.                       | 1900.                       | 1910.                       | 1931.                       | 1948.                       | 1953.                       | 1961.                       | 1966.                       | 1971.                       | 1981.                       | 1991.                       | 2002.                       |
| 1.071                       | 1.055                       | 1.086                       | 1.136                       | 978                         | 1.403                       | 1.694                       | 1.920                       | 2.323                       | 2.784                       | 3.744                       | 4.731                       | 5.462                       | 5.854                       |

## Sport
Do 2016. godine u Črnomlju je postojao nogometni klub Bela Krajina

## Galerija
- Crkva Svetog Duha
- Rijeke Lahinje i Dobličice
- Črnomelj
- Stara jezgra grada

## Vanjske poveznice
- www.crnomelj.si/ Službena stranica općine  Arhivirana inačica izvorne stranice od 6. listopada 2007. (Wayback Machine)
- Satelitska snimka grada  Arhivirana inačica izvorne stranice od 29. srpnja 2017. (Wayback Machine)